# Athea
Athea, irl. Áth an tSléibhe – wieś w hrabstwie Limerick, w Irlandii. W miejscowości znajduje się kościół, który jest centrum katolickiej parafii Athea, obejmującej kilka miejscowości.
Athea leży nad rzeką Galey, a przez wieś przechodzą drogi R523 (Reens-Listowel) oraz R524 (Glin-Abbeyfeale). Jest ona jedną z najwyżej położonych miejscowości w hrabstwie.